# Qualidade de vida no trabalho
Existem muitas interpretações para qualidade de vida no trabalho; que são desde o foco médico da ausência de doenças da pessoa  até as exigências de recursos, objetos e procedimentos que atendam demandas coletivas em determinada situação. Tudo isso compondo amplos programas de qualidade de vida no trabalho (QVT).
De maneira genérica, pode-se dizer que qualidade de vida no trabalho é um conjunto de ações de uma empresa que envolvem diagnóstico, implantação de melhorias, inovações gerenciais, tecnológicas e estruturais dentro e fora do ambiente de trabalho, visando propiciar condições plenas de desenvolvimento humano para a realização do trabalho.

## História
No inicio do século XX iniciou-se o que hoje pode-se chamar de Administração, através das funções básicas definidas por Henri Fayol. Com o passar dos anos, outros nomes trouxeram contribuições para a administração, como Frederick Taylor e Henry Ford. Tais pesquisadores desenvolveram a administração clássica (Taylorismo) e científica (Fayolismo). No entanto, a concepção de Administração Científica encarava o homem como uma extensão das máquinas, sendo extremamente baseada em números, organizações, tempos e movimentos, não considerando o fator “humano” dos indivíduos como variantes da produtividade.
Na década de 50 foram feitos estudos dentro da abordagem sócio-técnica da organização do trabalho. Tal abordagem deu origem à temática da qualidade de vida no trabalho (QVT) com o intuito de designar a relação indivíduo-trabalho-organização buscando reestruturar as tarefas para tornar a vida do indivíduo menos dura e com isso buscar um ganho da motivação na produtividade dos funcionários. Apenas no final da década de 70 houve um interesse maior pela QVT devido ao aumento da competição internacional, da inflação e da ameaça de desemprego.
Diante de todas as transformações na economia e no mundo, as relações de trabalho ainda tendem a acompanhar essas mudanças. A necessidade humana de encontrar sentido no trabalho é cada vez maior. Quanto mais evidentes forem para o trabalhador, as importâncias de suas tarefas e como estas se ligam ao objetivo de sua área de atuação, mais sentido terá o trabalho para ele. Logo sua motivação será maior para exercer suas atividades e melhorar seu desempenho.

## Qualidade de vida no trabalho
Segundo os autores Nadler e Lawler a "qualidade de vida no trabalho" é uma forma de se pensar a respeito das pessoas, trabalho e organização, de modo global e abrangente.
No século XX, muitos pesquisadores contribuíram para o estudo sobre a satisfação do indivíduo no trabalho. Entre eles destaca-se Elton Mayo, cujas pesquisas foram relevantes para o estudo do comportamento humano, da motivação dos indivíduos para o alcance das metas organizacionais e da qualidade de vida do trabalhador, principalmente a partir das pesquisas e Experiências de Hawthorne, efetuadas na Western Eletric Company (Chicago) no início dos anos 20, que demonstrou a importância das relações humanas no trabalho e contribuiu para a formação da Escola de Relações Humanas.
Abraham Maslow, criador da Hierarquia de Necessidades, composta de cinco necessidades fundamentais, Douglas McGregor, autor da Teoria X e Y e a Teoria dos Dois Fatores de Herzberg também contribuíram com os estudos relacionados à satisfação do indivíduo com relação ao seu trabalho.

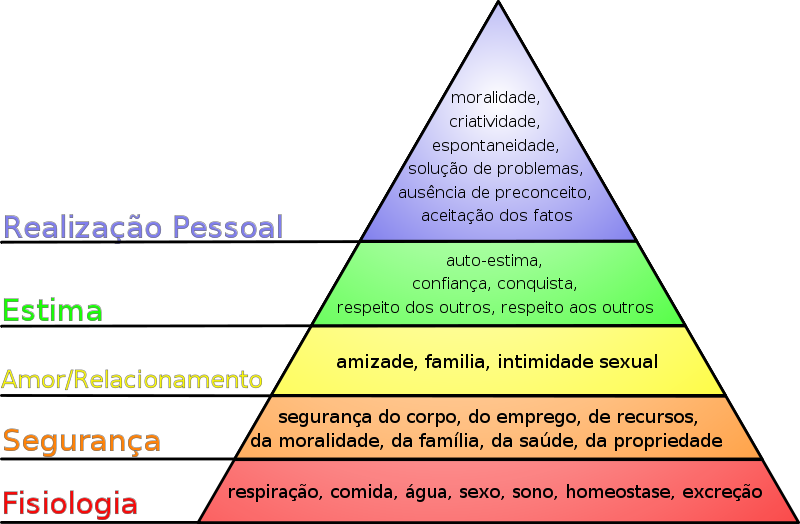
Hierarquia das necessidades de maslow

É importante entender que o indivíduo tem sentimentos, emoções e experiências fora do trabalho que exercem influência sobre o si. Além disso, o trabalhador tem expectativas e necessidades em relação ao trabalho que se não sanadas, influenciam no seu bom desempenho. Ao contrário do que já foi muito pensado, a remuneração não é o mais importante e tampouco os indivíduos trabalham exclusivamente para obtê-la.
Silvinha Moretti em seu trabalho Qualidade de Vida no Trabalho versus autorrealização humana diz que cada vez que o trabalhador entra na empresa, está entrando um “ser” integrado e indivisível, com direito a todos os sonhos de autoestima e autorrealização.
Por fim, todas as teorias se unificam em dizer que a QVT busca melhorar a situação de trabalho, visando reformular o desenho dos cargos, sendo estes mais produtivos e mais satisfatórios para os ocupantes do cargo, de tal modo como expressado por França:
"Qualidade de vida no trabalho (QVT) é o conjunto das ações de uma empresa que envolve a implantação de melhorias e inovações gerenciais e tecnológicas no ambiente de trabalho. A construção da qualidade de vida no trabalho ocorre a partir do momento em que se olha as pessoas e a empresa como um todo, o que chamamos de enfoque biopsicossocial. O posicionamento biopsicossocial representa o fator diferencial apara a realização de diagnóstico, campanhas, criação de serviços e implantação de projetos voltados para a preservação e desenvolvimento das pessoas, durante o trabalho da empresa."
Vieira completa:"A insatisfação do homem tem na falta da qualidade de vida no trabalho, a causa primeira. E o homem insatisfeito não coopera, não se envolve nos objetivos da organização onde atua. [...] Prover e investir na qualidade de vida no trabalho é crucial para a empresa ter o retorno em comprometimento e, consequentemente, em melhorias da produtividade e competitividade."

## Formas de mensuração da qualidade de vida no trabalho
Existem várias medidas de QVT, uma delas é a Quality of Work Life Scale (QWLS) de Sirgy (2001) que foi desenvolvida no sentido de identificar até que ponto o ambiente de trabalho, requisitos de trabalho, comportamento dos supervisores e programas de suporte numa organização são percebidos pelos trabalhadores como atendendo às suas diferentes necessidades. A QWLS considera a QVT como uma variável hierárquica de segunda-ordem, composta por sete dimensões de primeira-ordem:
- saúde e segurança,
- económicas e familiares,
- sociais,
- reconhecimento,
- atualização,
- conhecimento,
- criatividade.

Esta medida encontra-se adapta para o Brasil e para Portugal sendo o seu uso gratuito.
Eda Conte Fernandes, identificou fatores e dimensões que afetam significativamente o trabalhador que devem ser levados em consideração:
1. Remuneração
1.1 Remuneração adequada:
- Trata-se da remuneração que possibilite que o trabalhador viva em condições dignas e esteja apto a sanar suas necessidades pessoais, socioculturais e econômicas da sociedade a qual faz parte; 

1.2 Equidade interna:
- Remuneração igualitária entre os funcionários de uma mesma organização; 

1.3 Equidade externa:
- Remuneração comparável à de outros profissionais no mercado de trabalho. 

2. Condições de trabalho
2.1 Jornada de trabalho:
- Número de horas trabalhadas, previstas ou não pela legislação, e sua relação com as tarefas desempenhadas;

2.2 Carga de trabalho:
- Quantidade de trabalho executados em um turno de trabalho;

2.3 Ambiente físico:
- Local de trabalho e suas condições de bem-estar (conforto) e organização para o desempenho do trabalho;

2.4 Material e equipamentos:
- Quantidade e qualidade de material disponível para a execução do trabalho;

2.5 Ambiente saudável:
- Local de trabalho e suas condições de segurança e de saúde em relação aos riscos e injúria ou de doenças.

2.6 Estresse:
- Quantidade percebida de  estresse a que o profissional é submetido na sua jornada de trabalho.

3. Uso e desenvolvimento de capacidades
Visa mensurar a QVT por meio das oportunidades que o empregado tem de aplicar, seu saber e suas aptidões profissionais:
3.1 Autonomia:
- Medida permitida, ao indivíduo, de liberdade substancial, independência e descrição na propaganda e execução de seu trabalho;

3.2 Significado de tarefa:
- Relevância da tarefa desempenhada na vida e no trabalho de outras pessoas, dentro ou fora da instituição;

3.3 Identidade da tarefa:
- Medida da tarefa na sua integridade e na avaliação do resultado;

3.4 Variedade da habilidade:
- Possibilidade de utilização de uma larga escala de capacidades e de habilidades do indivíduo;

3.5 Retro informação:
- Informação ao indivíduo acerca da avaliação do seu trabalho como um todo, e de suas ações.

4. Oportunidade de crescimento e segurança
Esta categoria busca medir a QVT em relação as oportunidades oferecidas para os empregados em função de desenvolvimento e crescimento pessoal visando também segurança do emprego:
4.1 A possibilidade de carreira:
- Viabilidade de oportunizar avanços na instituição e na carreira, reconhecidos por colegas, membros da família, comunidade;

4.2 Crescimento pessoal:
- Processo de educação continuada para o desenvolvimento das potencialidades das pessoas e aplicação das mesmas;

4.3 Segurança de emprego:
- Grau de segurança dos empregados quanto à manutenção dos seus empregados.

5. Integração social na organização
Visa medir o grau de integração existente na organização:
5.1 Igualdade de oportunidades:
- Grau de ausência de estratificação na organização do trabalho, em termos de símbolos de “status” e ou estruturas hierárquicas íngremes; e de discriminação quanto à raça, sexo, credo, origens, estilo de vida ou aparência;

5.2 Relacionamento:
- Grau de relacionamento marcado por auxílio recíproco, apoio sócio-emocional, abertura inter-pessoal e respeito às oportunidades;

5.3 Senso comunitário:
- Grau de senso de comunidade existente na instituição.

6. Constitucionalismo
Tem a finalidade de medir o grau de direito dos trabalhadores na instituição:
6.1 Direitos trabalhistas:
- Observância ao cumprimento dos direitos do trabalhador, inclusive ao acesso à apelação;

6.2 Privacidade pessoal:
- Grau de privacidade que o empregado possui dentro da organização;

6.3 Liberdade de expressão:
- Forma como o empregado pode expressar seus pontos de vista aos supervisores, sem medo de represálias;

6.4 Norma e rotinas:
- Maneira como normas e rotinas influenciam o desenvolvimento do trabalho.

7. Trabalho e espaço total da vida
Mensura o equilíbrio entre a vida pessoal do empregado e a vida do trabalho:
7.1 Papel balanceado no trabalho:
- Equilíbrio entre jornada de trabalho, exigências de carreira, viagens e convívio familiar;

7.2 Horário de entrada e saída do trabalho:
- Equilíbrio entre horários de entrada e saída do trabalho e convívio familiar.

8. Relevância social da vida no trabalho
Categoria que visa mensurar a QVT através da visão dos empregados em relação a responsabilidade social da instituição:
8.1 Imagem da Instituição:
- Visão do empregado em relação à sua instituição de trabalho: importância para a comunidade, orgulho e satisfação pessoais de fazer parte da instituição;

8.2 Responsabilidade social da instituição:
- Percepção do empregado quanto à responsabilidade social da instituição par a comunidade, refletida na preocupação de resolver problemas da comunidade e também de lhe causar danos;

8.3 Responsabilidade social pelos serviços:
- Percepção do empregado quanto à responsabilidade da instituição com a qualidade dos serviços postos à disposição da comunidade;

8.4 Responsabilidade social dos empregados:
- Percepção do empregado quanto à sua valorização e participação na instituição, a partir da política de Recursos Humanos.

Segundo Walton, se estes aspectos não forem bem gerenciados, os níveis de satisfação dos trabalhadores em geral tendem a cair, o que repercute nos níveis de desempenho e com isso são os focos de atuação do QVT.

## Aplicação
Observamos que a definição de QVT é ampla e envolve fatores pessoais como: necessidades, expectativas, crenças e valores do trabalhador; e fatores situacionais como: tecnologia, sistema de recompensa, ambiente de trabalho e estado geral da economia. Além destes fatores, com os quais a QVT está ligada, ela está intrinsecamente relacionada à satisfação das necessidades dos trabalhadores, ao seu desempenho e ao desenvolvimento organizacional.
Há diversas descrições e definições sobre qualidade de vida no trabalho e os autores apresentam diferentes enfoques ao conceituá-la. No entanto, o que parece comum a todos os estudiosos do assunto, é a conciliação dos interesses dos trabalhadores e da organização, no sentido de melhorar e humanizar as situações de trabalho.
Com base nas discussões apresentadas, torna-se evidente a importância da qualidade de vida no trabalho, seja para a melhoria da qualidade de vida pessoal, seja melhoria do convívio social, seja maior satisfação e motivação do trabalhador com a instituição e, consequentemente, melhora na produtividade das empresas. Pode-se constatar também que a motivação do colaborador com sua instituição empregadora estão diretamente atreladas a fatores como salário e benefícios; condições físicas e psicológicas do trabalho e também, a um ambiente de trabalho seguro. Ressalta-se ainda que a motivação dos colaboradores esteja associada à qualidade de vida nas organizações.[carece de fontes?]